# Homo signorum

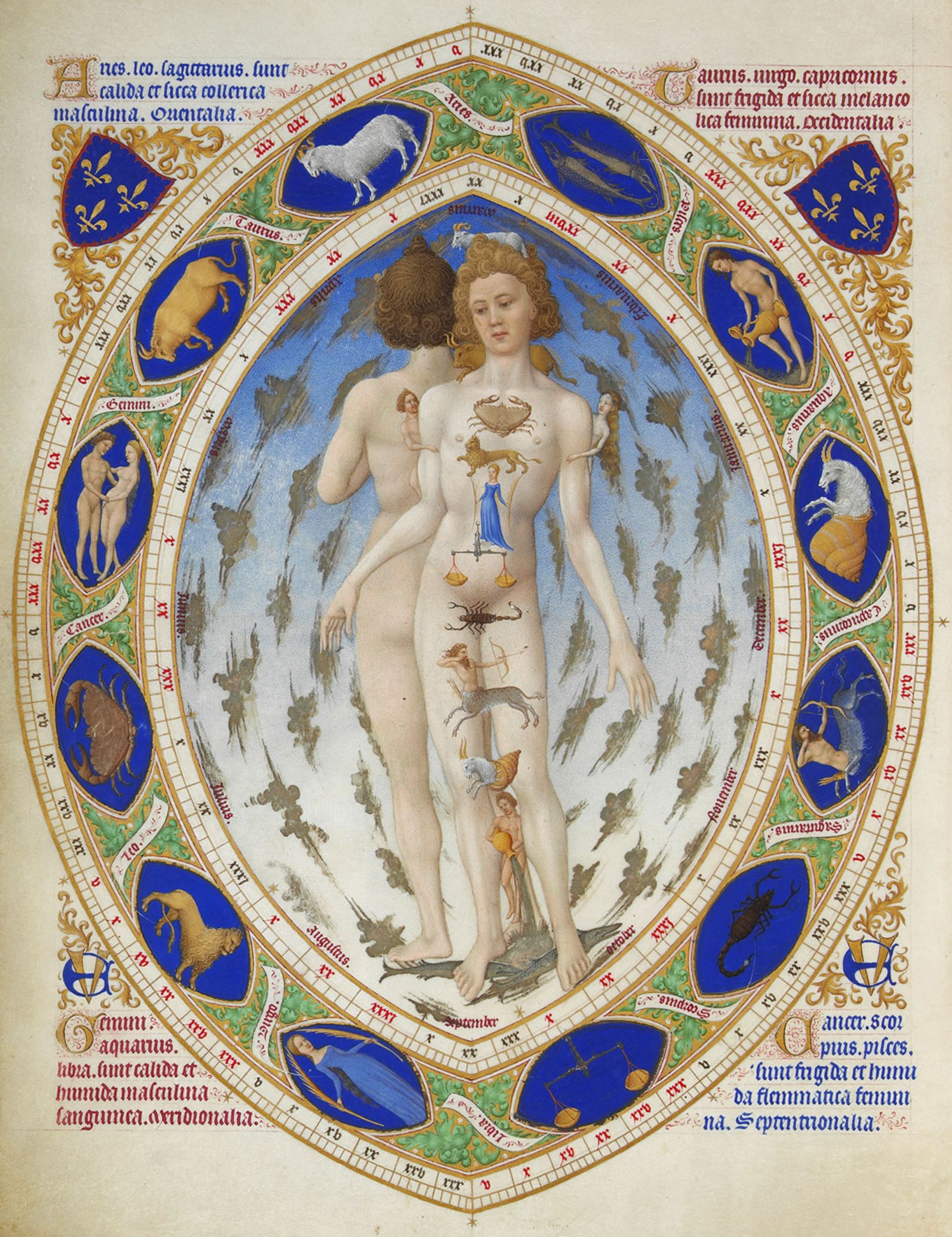
Homo signorum aus den Très Riches Heures des Herzogs von Berry (1412–16; Chantilly, Musée Condé, Ms. 65, fol. 14v).

Als Homo signorum (deutsch: Tierkreiszeichenmann) wird die bildliche Darstellung der zodiakalen, den Körper als Spiegelbild kosmischer Vorgänge begreifenden Melothesie (altgriechisch μελοθεσία melothesia) bezeichnet, d. h. jenes zentralen Konzeptes der vormodernen, auf Astrologie basierenden Medizin (Iatromathematik), die den Regionen des menschlichen Körpers die zwölf Tierkreiszeichen und deren Einfluss zuwies. Die Darstellung ist gewöhnlich eine Hälfte einer aus zwei separaten Teilen bestehenden medizinischen Illustrationsfolge, die durch eine Abbildung eines Aderlassmännchens vervollständigt wird.
Aufgrund seiner überragenden Bedeutung in der ärztlichen Praxis zwischen dem 13. und 18. Jahrhundert sind Bilder des Homo signorum in unzähligen handschriftlichen und gedruckten Quellen des mittelalterlichen und frühneuzeitlichen Europa zu finden.

## Ursprünge
Die theoretische Grundlage für den Tierkreiszeichenmann ist das auf antiken Wurzeln beruhende mittelalterliche Konzept des Zusammenhangs zwischen Mikro- und Makrokosmos. Der Mensch als Mikrokosmos (mundus minor „kleine Welt“) und damit auch seine körperlichen Vorgänge korrespondieren nach dieser Vorstellung mit den Ereignissen im Makrokosmos, d. h. vor allem den Prozessen, die in den supralunaren Sphären ablaufen. Dies ist das Grundparadigma der auf magischem Denken beruhenden Astrologie, deren anthropozentrische Aspekte sich im Homo signorum besonders stark manifestieren.
Die Lehre, dass die Tierkreiszeichen verschiedene Teile der menschlichen Anatomie beherrschen, geht vermutlich bereits auf die Petosiris und Nechepso zugeschriebenen Schriften zurück. Der römische Schriftsteller Manilius stellte im 1. Jahrhundert n. Chr. die zodiakale Melothesie im Astronomicon (Buch 2, Hauptstück XI) kurz, aber bereits als vollständig ausgeprägtes System, vor. In der Folge erlangte das Konzept erheblichen Einfluss in der astrologischen Medizin. Auch die Ablehnung der katholischen Kirche, die auf dem Provinzialkonzil von Braga die Melothesie-These als mit der christlichen Lehre unvereinbar ablehnte, konnte ihren Siegeszug im Mittelalter nicht aufhalten. Besonders durch die Übersetzung der Syntaxis mathematica, dem Hauptwerk des antiken Gelehrten Ptolemäus, im Almagest (vor 1200) des Gerhard von Cremona verbreitete sich diese Idee seit dem Hochmittelalter.
Neben der zodiakalen Melothesie existierte eine Dekanmelothesie, die – überliefert im Corpus Hermeticum – auf 36 gesundheitsrelevanten altägyptischen Gottheiten („Dekanen“), die Gestirnen entsprechen, beruht.

## Medizinische Bedeutung
Abbildungen des Homo signorum dienten vor allem als Hilfsmittel für den Aderlass. Nach iatromathematischer Vorstellung war das Eröffnen einer Ader zum Blutablassen an einem Körperteil, der von dem gerade „herrschenden“ Tierkreiszeichen regiert wurde, streng verboten. Man rechnete damit, dass als nahezu unausweichliche Folge der Tod oder der Irrsinn des Patienten eintreten würde, wenn man gegen diese Regel verstieße.

## Ikonographie

### Typen und Aufbau
Die Ikonographie des Homo signorum lässt sich in vier verschiedene Typen einteilen. Sie unterscheiden sich je nach Art der Verknüpfung der Körperteile des abgebildeten menschlichen Körpers mit dem Tierkreiszeichen:
1. Die Tierkreiszeichen sind direkt auf oder am Körper positioniert.
2. Die Tierkreiszeichen sind außerhalb der eigentlichen Figur dargestellt und werden mit Hilfe von Hinweislinien mit den zugehörigen Körperstellen verbunden.
3. Eine weitere Variante weist zusätzliche seitlich angebrachte Beschriftung auf, die aber auch die Tierkreiszeichen im Sinne der beiden vorgenannten Typen ganz ersetzen kann.
4. Zuletzt kann der Tierkreiszeichenmann auch im Zentrum konzentrischer Kreise stehen, die einen Ausschnitt des Sphärenmodells — meist gebildet aus den Ringen der sieben Planeten und des Fixsternhimmels — darstellen, wobei die Tierkreiszeichen gewöhnlich wiederum mit Hinweislinien den zugehörigen Körperregionen zugeordnet sind.

Die folgende Tabelle stellt die Beziehung der Tierkreiszeichen zu den Körperteilen, d. h. die zodiakale Melothesie, dar:
| Tierkreiszeichen | Körperregion             | (umfasst)                       |
| ---------------- | ------------------------ | ------------------------------- |
| Widder           | Kopf                     | (Augen, Nase, Ohren, Mund usw.) |
| Stier            | Hals                     | (Kehle)                         |
| Zwillinge        | Schulter, Achseln, Arme  | (Hände, Finger)                 |
| Krebs            | Brustbereich             | (Milz, Lungen, Rippen)          |
| Löwe             | Bauchbereich             | (Herz, Rücken, Seiten)          |
| Jungfrau         | Eingeweide des Bauches   |                                 |
| Waage            | Nabel, Lenden, Gesäß     | (Nieren)                        |
| Skorpion         | Schamregion              | (Gebärmutter)                   |
| Schütze          | Hüftpartie, Oberschenkel |                                 |
| Steinbock        | Knie                     | (Kniescheiben)                  |
| Wassermann       | Waden, Schienbeine       |                                 |
| Fische           | Füße                     | (Zehen, Sohlen, Fersen)         |

Die Körperhaltung des Homo signorum stimmt dabei mit der in den verbreiteten Darstellungen des Mikrokosmos üblichen weitgehend überein, so dass nicht nur von einer inhaltlichen Abhängigkeit, sondern auch von einer formalen Verwandtschaft auszugehen ist. Die symbolische Bedeutung des Tierkreiszeichenmanns als Verbildlichung der Verbindung von Makro- und Mikrokosmos dürfte damit noch lange Zeit mit der Illustration konnotiert worden sein.

### Geschichte der Illustration

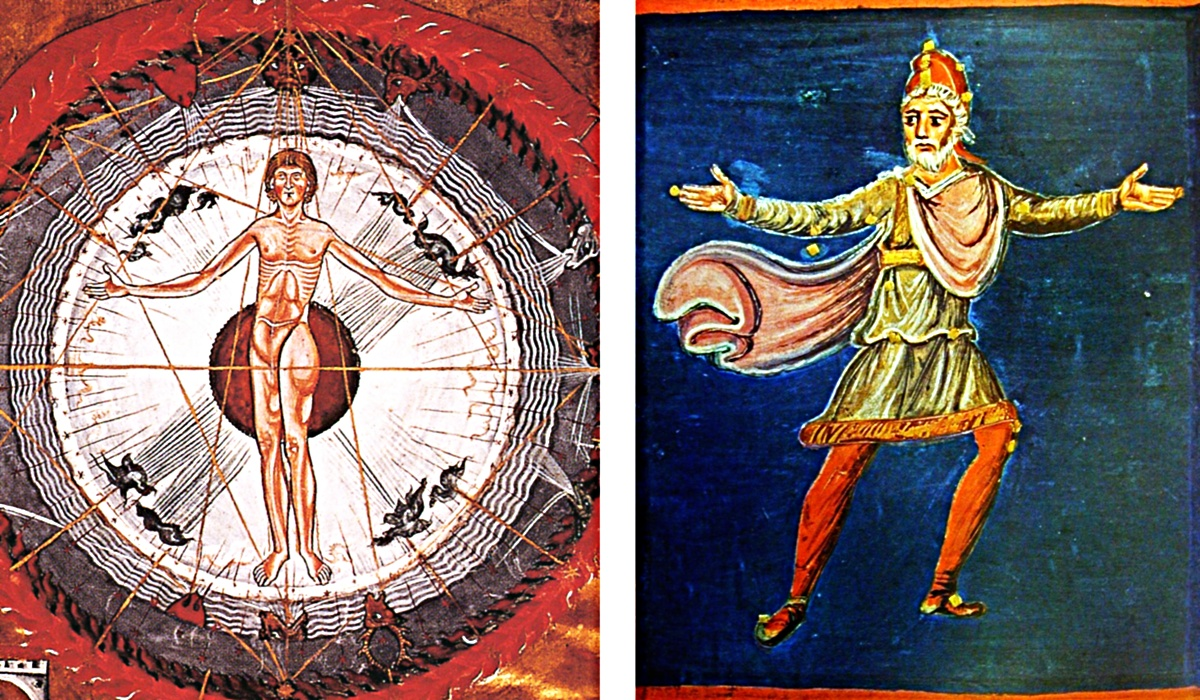
Liber divinorum opera / Cepheus

Es ist nicht bekannt, ob schon antike Abbildungen des Tierkreiszeichenmannes existiert haben. Eine Art Vorläufer findet die Illustration in den Aratea-Handschriften des Mittelalters, etwa derjenigen aus Leiden. Diese zeigen u. a. das Sternbild Cepheus, in dem explizit ein Zusammenhang zwischen Sternen und dem frontalen Körper eines Menschen dargestellt wurde. Damit können diese Bilder als Vorgänger der Mikrokosmos-Ikonographie angesehen werden. Auch die berühmten Mikrokosmos-Darstellungen selbst, wie etwa die der berühmten illuminierten Liber divinorum-Handschriften der Hildegard von Bingen, dürfen als Vorgänger des Homo signorum gelten.
Der Bildtyp des Aderlassmännchen stammt ebenso wie der Homo signorum aus dem 13. Jahrhundert. Das Calendarium des späteren Rektors der Pariser Universität, Petrus de Dacia, enthält das älteste bekannte Tierkreiszeichenmännchen. Seine wirkmächtige Kalender-Komputus-Kombination ist in mehreren Textzeugen überliefert. Gleich drei Handschriften des Calendariums enthalten eine Illustration des Homo signorums und des Aderlassmännchens, wodurch eine gewisse Tradition dieser Abbildungen in der Kalenderliteratur begründet wurde.
Beide Abbildungen tauchen bald vornehmlich in medizinischen Handschriften auf. Ihre ähnliche Funktion und Form führen dazu, dass sie in der 2. Hälfte des 14. Jahrhunderts in eine feste Folge gebracht wurde. Bisweilen legte man sie auch in eine einzige Illustration zusammen. Aderlassmännchen und Homo signorum stehen sich bald immer öfter in den Handschriften auf zwei Seiten direkt gegenüber oder bilden die Vor- und Rückseite eines Blattes. Dies bleibt auch dann oft so, wenn die Erläuterungen der beiden Abbildungen an völlig unterschiedlichen Stellen erfolgt.
Auch bei Peter Apian findet sich 1524 ein traditionelles Tierkreiszeichenmännlein.